# Todd Rundgren's Utopia
Todd Rundgren's Utopia è il primo album in studio del gruppo musicale statunitense Todd Rundgren's Utopia, pubblicato nel 1974.

## Tracce

### CD
1. Utopia Theme (live) – 14:31
2. Freak Parade – 10:14
3. Freedom Fighters – 4:04
4. The Ikon – 30:26

### Vinile
Side 1
1. Utopia (live) – 14:18
2. Freak Parade – 10:14
3. Freedom Fighters – 4:01

Side 2
1. The Ikon – 30:22

## Formazione
- Todd Rundgren – voce, chitarra
- Moogy Klingman – tastiera
- Ralph Schuckett – tastiera
- John Siegler – basso
- Kevin Ellman – batteria